# Rebecca Welch
Rebecca Welch (nascuda l'1 de desembre de 1983) és una exàrbitra de futbol professional anglesa.
Nascuda a Washington, Tyne and Wear, va ser la primera dona a arbitrar un partit de la Lliga Anglesa de Futbol, quan ho va fer per a un partit de la League Two entre el Harrogate Town i el Port Vale el 2021. El desembre de 2023, Welch es va convertir en la primera dona a arbitrar un partit de la Premier League.

## Carrera professional
Després d'haver treballat com a administrativa amb l' Autoritat de Serveis Empresarials del NHS, Welch va esdevenir àrbitra de futbol el 2010, però va continuar treballant al seu càrrec del NHS fins que es va convertir en àrbitra a temps complet el 2019. Havia jugat a futbol des de ben petita i va estudiar per ser àrbitra amb la Durham County Football Association. Els seus dos primers partits van ser universitaris femenins, seguits d'un partit de la Lliga Dominical a Sunderland, una cosa que ella ha descrit com "una batalla campal completament diferent" en comparació amb els partits universitaris.
Durant la seva carrera com a àrbitra, ha arbitrat partits de la Superlliga Femenina i va ser àrbitra de les finals de la Copa FA Femenina del 2017 i el 2020. També va oficiar la FA Women's Community Shield del 2020. Des de la temporada 2018-19 de la Lliga Nacional, ha arbitrat diversos partits de la Lliga Nacional masculina. El desembre de 2020, va ser afegida a la llista d'elit femenina de la UEFA, unint-se a altres arbitres de futbol femenines que arbitren partits internacionals, com ara Stéphanie Frappart de França i Bibiana Steinhaus d'Alemanya.
El nomenament de Welch per arbitrar el partit Harrogate vs Port Vale va ser anunciat per l'Football Association el 30 de març de 2021. L'anunci va convertir Welch en la primera dona nomenada per arbitrar un partit de la Lliga anglesa de futbol, tot i que no en la primera dona a arbitrar durant un partit. Amy Fearn va ser substituïda per arbitrar els darrers 20 minuts d'un partit entre el Coventry City i el Nottingham Forest el febrer de 2010 quan l'àrbitre original va ser apartat per lesió.
El 29 de desembre de 2021 es va anunciar que Welch seria la primera dona a arbitrar un partit de la tercera ronda de la FA Cup masculina. El partit en qüestió, entre el Birmingham City i el Plymouth Argyle, es va jugar el 8 de gener de 2022.
El juliol de 2022, Welch va arbitrar el Campionat d'Europa femení. Va supervisar els partits de grup entre França i Itàlia a Rotherham i entre Dinamarca i Espanya a Londres, així com els quarts de final entre Alemanya i Àustria a Londres.
Durant el juliol i l'agost de 2023, Welch va arbitrar la Copa del Món Femenina. Va supervisar els partits de grup entre Colòmbia i Corea del Sud a Sydney i entre Portugal i els Estats Units a Auckland, així com el partit de vuitens de final entre Austràlia i Dinamarca a Sydney.
El novembre de 2023, Welch va ser presumptament objecte de càntics misògins durant un partit entre el Birmingham City i el Sheffield Wednesday ; posteriorment, dos joves de 17 anys van ser arrestats.
El 23 de desembre de 2023, Welch es va convertir en la primera dona a arbitrar a la Premier League, arbitrant un partit entre el Fulham i el Burnley. Va ser felicitada per l'entrenador del Burnley, Vincent Kompany, després del partit. El 8 de març de 2024 es va anunciar que Welch seria inclòs al Saló de la Fama del Futbol Anglès.
El maig de 2024, Welch va adjudicar la final de la Lliga de Campions Femenina entre el Barcelona i el Lió a l'estadi de San Mamés de Bilbao. Va ser assistida per les seves compatriotes Natalie Aspinall i Emily Carney.
Durant el juliol i l'agost de 2024, Welch va arbitrar els Jocs Olímpics, supervisant els partits de grup entre el Brasil i el Japó a París i entre Colòmbia i el Canadà a Niça, així com la semifinal entre el Brasil i Espanya a Marsella.
L'agost de 2024, la PGMOL va anunciar que Welch es retiraria de l'arbitratge i que es convertiria en la seva entrenadora del Select Group Women's Professional Game.
El desembre de 2024, Welch va ser inclòs al Saló de la Fama de la WSL juntament amb els jugadors Gilly Flaherty, Alex Scott i Steph Houghton. Això la va convertir en la primera oficial a ser inclosa al Saló de la Fama de la WSL.